# Blåkindad rosella
Blåkindad rosella, eller Pennants rosella (Platycercus elegans) är en fågel i familjen östpapegojor inom ordningen papegojfåglar.

## Utbredning och systematik
Blåkindad rosella delas in i sex underarter:
- elegans-gruppen
  - Platycercus elegans nigrescens – förekommer i östra Australien (kustnära nordöstra Queensland)
  - Platycercus elegans elegans – förekommer i östra Australien (sydöstra Queensland till sydöstra South Australia)
  - Platycercus elegans melanopterus – förekommer på Kangaroo Island
- Platycercus elegans flaveolus – förekommer i det inre av sydöstra Australien (Murray-Murrumbidgee flodsystem)
- adelaidae/subadelaidae-gruppen
  - Platycercus elegans subadelaidae – förekommer i södra South Australia (södra Flinders Ranges)
  - Platycercus elegans adelaidae – förekommer i södra South Australia (Matt Lofty Range med Fleurieuhalvön)

Ofta urskiljs även underarterna filewoodi och fleurieuensis med utbredning i östcentrala Queensland respektive Mt Lofty range i South Australia, medan subadelaidae ofta inkluderas i adelaidae.

## Status och hot
Arten har ett stort utbredningsområde, men tros minska i antal, dock inte tillräckligt kraftigt för att den ska betraktas som hotad. Internationella naturvårdsunionen IUCN listar arten som livskraftig (LC).